# Chánh Phú Hòa
Chánh Phú Hòa là một phường thuộc Thành phố Hồ Chí Minh, Việt Nam.

## Địa lý
Phường Chánh Phú Hòa nằm ở phía đông bắc thành phố Bến Cát, có vị trí địa lý:
- Phía đông giáp huyện Bắc Tân Uyên và thành phố Tân Uyên
- Phía tây giáp phường Mỹ Phước
- Phía nam giáp các phường Hòa Lợi và Thới Hòa
- Phía bắc và tây bắc giáp huyện Bàu Bàng.

Phường Chánh Phú Hòa có diện tích 46,35 km², dân số năm 2021 là 28.012 người, mật độ dân số đạt 605 người/km².

## Hành chính
Phường Chánh Phú Hòa được chia thành 9 khu phố: 1A, 1B, 2, 3, 4, 5, 7, 8, 9.

## Lịch sử
Phường Chánh Phú Hoà xưa kia là một làng thuộc tổng Bình Hưng, quận Châu Thành, tỉnh Thủ Dầu Một.
Từ năm 1955 - 1975 Chánh Phú Hoà là một xã thuộc quận Bến Cát, tỉnh Bình Dương; bao gồm các ấp: Trùm Tháp, Xóm Đồn, Chánh Lưu, Xóm Mới, Xóm Bưng.
Sau năm 1975 Chánh Phú Hòa là một xã thuộc huyện Bến Cát, tỉnh Bình Dương.
Ngày 29 tháng 12 năm 2013, Chính phủ ban hành Nghị quyết số 136/NQ-CP về việc thành lập hai thị xã Bến Cát và Tân Uyên thuộc tỉnh Bình Dương. Theo đó, thành lập phường Chánh Phú Hòa thuộc thị xã Bến Cát trên cơ sở toàn bộ diện tích và dân số của xã Chánh Phú Hòa.
Sau khi thành lập, phường Chánh Phú Hòa có 4.633,42 ha diện tích tự nhiên và 17.009 nhân khẩu của xã Chánh Phú Hòa.
Ngày 19 tháng 3 năm 2024, Ủy ban Thường vụ Quốc hội ban hành Nghị quyết số 1012/NQ-UBTVQH15 (nghị quyết có hiệu lực từ ngày 1 tháng 5 năm 2024) về việc thành lập thành phố Bến Cát thuộc tỉnh Bình Dương. Theo đó, phường Chánh Phú Hòa thuộc thành phố Bến Cát.

## Giao thông
Phường Chánh Phú Hòa có tỉnh lộ 741 và đường Mỹ Phước – Tân Vạn chạy qua theo hướng Bắc - Nam.